# Stowarzyszenie Spearfishing Poland
Stowarzyszenie Spearfishing Poland – stowarzyszenie założone w kwietniu 2009 we Wrocławiu zrzeszające podwodnych łowców.
Celem Stowarzyszenia jest promocja łowiectwa podwodnego i fotografii podwodnej, upowszechnianie wiedzy o warunkach ochrony i połowu ryb oraz działanie na rzecz ochrony środowiska naturalnego, w szczególności ochrony zbiorników wodnych.